# 博戈馬濟
47°28′58″N 32°25′3″E / 47.48278°N 32.41750°E
博戈馬濟（烏克蘭語：Богомази），是烏克蘭南部的村莊，隸屬尼古拉耶夫州的巴什坦卡區。該村面積0.66平方公里，海拔高度73米，2001年人口184，人口密度每平方公里278.8人。